# A nagy alakítás
A nagy alakítás a KFT együttes 1990-ben megjelent nagylemeze. A felvételek a Magyar Rádió 8-as stúdiójában készültek 1990 február-márciusában. Megjelenése után az együttes felfüggesztette működését, mivel Laár András visszavonult.

## Az album számai
A oldal:
1. Eszter a meztelen nő
2. Rómeó
3. Kovács Pál
4. A mamut
5. János Vitéz

B oldal:
1. Botrány
2. Bolhacirkusz
3. Hókirály
4. Az idegen lény
5. Boleró
6. Elképzelem, hogy Paul McCartney

## Közreműködők
- Zene és szöveg: KFT
- Bornai Tibor – billentyűsök, ének
- Laár András – gitárok, ének
- II. Lengyelfi Miklós – basszusok, vokál
- Márton András – dobok, vokál
- Producer: Szigeti Ferenc
- Zenei rendező: Bornaár Márlen
- Hangmérnök: Kerpel Péter
- Hangtechnikus: Rigler Róbert
- Grafika: Hörcher Péter, Kontakt Design Stúdió
- Fotó: Diner Tamás